# Balladyna (film)

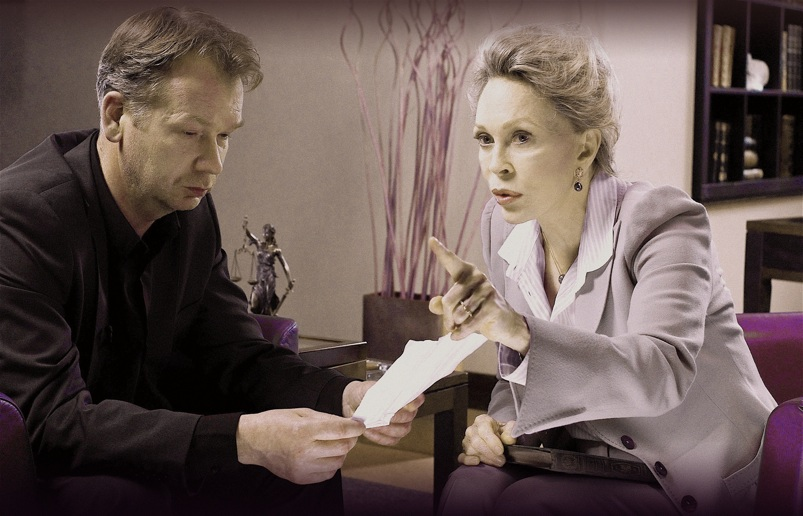
Mirosław Baka i Faye Dunaway w scenie z filmu

Balladyna (ang. The Bait) – polsko-amerykański thriller w reżyserii Dariusza Zawiślaka.
Jest to pierwszy film, który powstał z inspiracji Balladyną Juliusza Słowackiego, zrealizowany w Warszawie, Konstancinie i Nowym Jorku. Zdjęcia do filmu reżyser Dariusz Zawiślak rozpoczął w roku 2008, a zakończył w 2009. Premiera filmu odbyła się w dniu jubileuszu 200. urodzin Juliusza Słowackiego − 4 września 2009 we Wrocławiu i ponad 30 krajach na całym świecie.

## Obsada
- Sonia Bohosiewicz jako Balladyna/Alina
- Mirosław Baka jako Kirk
- Rafał Cieszyński jako Chris
- Władysław Kowalski jako ojciec
- Sławomir Orzechowski jako detektyw Ribb
- Stefan Friedmann jako pan Lotter
- Tadeusz Borowski jako doktor
- Magdalena Górska jako lekarz laboratoryjny
- Faye Dunaway jako psychoanalityk dr Ash

## Opis fabuły
Dwie siostry walczą ze sobą o wpływowego mężczyznę (Kirka), Balladyna zabija w afekcie swoją siostrę bliźniaczkę (Alinę). Nie jest to koniec morderstw zaplanowanych przez okrutną Balladynę. Giną również mąż, kochanek, ojciec – każdy, kto stanie Balladynie na drodze do władzy. Ostatecznie Balladynę dosięga sprawiedliwość.

## Nagrody
Film otrzymał 3 nominacje do Złotych Kaczek:
- najlepszy film sezonu 2008/2009 – Dariusz Zawiślak;
- najlepsza rola męska sezonu 2008/2009 – Mirosław Baka;
- najlepszy scenariusz sezonu 2008/2009 – Dariusz Zawiślak.